# Альбер Камю
Альбе́р Камю́ (фр. Albert Camus; 7 листопада 1913, Мондова (зараз Дреан) — 4 січня 1960, Вільблевен) — французький романіст, філософ, публіцист, один із лідерів філософсько-мистецького напрямку абсурдизму. Лауреат Нобелівської премії з літератури 1957 року.

## Біографія

### Алжир
Альбер Камю народився 7 листопада 1913 року в містечку Мондові у Французькому Алжирі, який на той час був французькою колонією, у сім'ї найманого сільськогосподарського робітника, що за рік після народження сина помер від поранення на полі бою Першої світової війни. Мати, іспанка за походженням, працювала прибиральницею в багатих сім'ях. Дитина зростала у злиднях. Освіту пощастило здобути тільки завдяки допомозі директора ліцею, який виклопотав для хлопця стипендію. У 1932–1936 рр. під час навчання в Оранському університеті (Алжир), Альберу доводилося тяжко працювати, що призвело до виснаження організму й він захворів на сухоти. Проте це не завадило йому бути життєрадісним, енергійним, жадібним до знань і розваг, чутливим і до краси середземноморської природи, і до глибин духовної культури. Згодом А. Камю писав: 
| Я був десь на півдорозі між злиднями і сонцем. Злидні не дозволяли мені повірити, нібито все гаразд в історії та під сонцем; сонце навчало мене, що історія — це ще не все. Змінити життя — так, але тільки не світ, який я обожнював. |
Захоплення середземноморською красою і французькою філософією з часом зумовило його світогляд й естетику, які базувалися на середземноморській культурній традиції та античній культурі з її язичництвом і культом тіла. У цій системі юнак намагався уникнути протиставлення духу і тіла, злити їх в органічну єдність. А. Камю брав активну участь і в громадському житті. У 1934 році вступив до комуністичної партії, яку покинув через три роки, проводив антинацистську пропагандистську роботу, організував самодіяльний театр, співпрацював з незалежною лівою пресою. У цей час почалася його письменницька діяльність. Тоді, зокрема, були написані перший варіант повісті «Сторонній» та нотатки до есе «Міф про Сізіфа».

### Франція, Друга світова війна

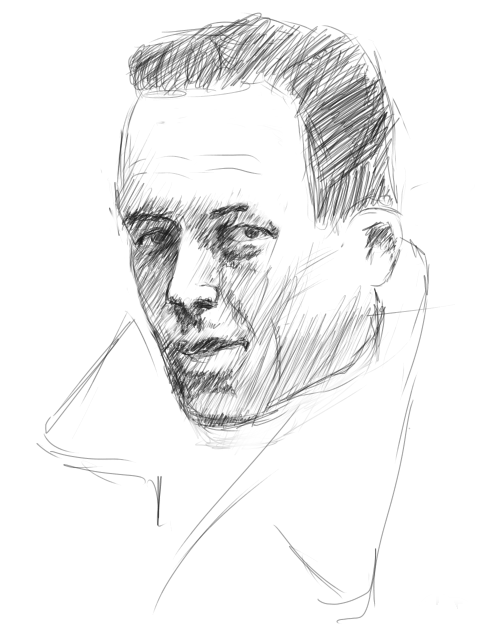
Альбер Камю

Навесні 1940 року вперше приїхав до Франції, куди остаточно переселився через рік. В окупованій країні приєднався до Руху Опору, друкувався в підпільній газеті «Комбат», а згодом її очолив. У 1943–1944 рр. видав у нелегальній пресі «Листи німецькому другові», в яких з гуманістичних позицій засуджував спроби виправдання ідеї нацизму. На цей час А. Камю став відомим як автор «Стороннього» та «Міфу про Сізіфа», що побачили світ у 1942–1943 рр. і викликали захоплення французької інтелігенції. Ці твори були сприйняті як екзистенціалістські, співзвучні з напрямами, що за національної катастрофи поширювалися серед свідомої частини населення. Саме завдяки творчості А. Камю філософське вчення екзистенціалізму стало популярним у Франції. В його основі, а надто у варіанті А. Камю, є твердження абсурдності буття («абсурд є метафізичним станом людини у світі»,- говориться у «Міфі про Сізіфа»), уявлення про світ як про царство хаосу і випадковості. Чільне місце посідає думка про те, що людина відповідальна сама за себе. Людині доводиться жертвувати собою, аби виправдати своє існування. Вже самим актом народження вона виявляється закинутою у світ поза своєю волею і бажанням. З моменту появи вона отримує від природи й смертний вирок, термін виконання якого їй невідомий. Убивають хвороби, старість, війни, кати, злидні, навіть сонце, як у романі «Сторонній» у годину вирішального випробовування людина залишається наодинці з собою, зі своєю долею. Тепер їй належить стати Людиною, створити себе із закинутої у світ матерії. Людина народжується не тоді, коли з'являється на світ, а тоді, коли силою свого розуму створює себе як мислячу істоту. Це духовне народження відмежовує її від природи, робить свідомою своєї минущості. Суспільство потребує віри в уже існуючі цінності. Воно карає бунтарство за допомогою своїх соціальних інституцій — армії, поліції, суду, громадської думки. Такий внутрішній конфлікт романів і п'єс письменника-екзистенціаліста. Водночас А. Камю проголошував, що розум людини, усвідомлюючи абсурдність буття, не може змиритися з нею. Людина, що мислить, кидає виклик абсурдові, не сподіваючись на його остаточне подолання. В «Міфі про Сізіфа» А. Камю писав: 
| Для людини без шор немає видовища прекраснішого, ніж свідомість у двобої з дійсністю, яка перемагає. Ні з чим не зрівняти образ гордої людяності… Дисципліна, якій дух себе підпорядковує, воля, яку він кує з будь-якого підручного матеріалу, рішучість зустрічати віч-на-віч — у цьому є могутність і непересічність. |
Цей трагічний стоїцизм із часу Руху Опору став для Камю основою його гуманістичної етики. За його допомогою письменник у роки окупації та національного приниження пробуджував активний відгук у гуманістично налаштованої французької інтелігенції. По-своєму мобілізував її на боротьбу з нацизмом.

### Повоєнні роки
Невелика за обсягом творча спадщина А. Камю створювалася переважно під час Другої світової війни та повоєнних років. Це наклало свій відбиток і на теми, що порушувалися письменником, і на спосіб їх висвітлення. Для його творчості характерне поєднання власне белетристики з філософськими роздумами. У 1947 році вийшов у світ роман «Чума», який засвідчив найвищу межу ідейної еволюції автора: за визначенням самого письменника відбувся перехід від «етапу абсурду» до «етапу протесту». Письменник працював також у жанрі філософської етеїстики та громадсько-політичної публіцистики, виступив у ролі літературного критика.
У повоєнні роки Камю співпрацює з анархістами і революційними синдикалістами, публікується в їхніх газетах і журналах «Лібертер», «Монд Лібертер», «Революсьйон пролетар'єн», «Солідаріад Обрера».

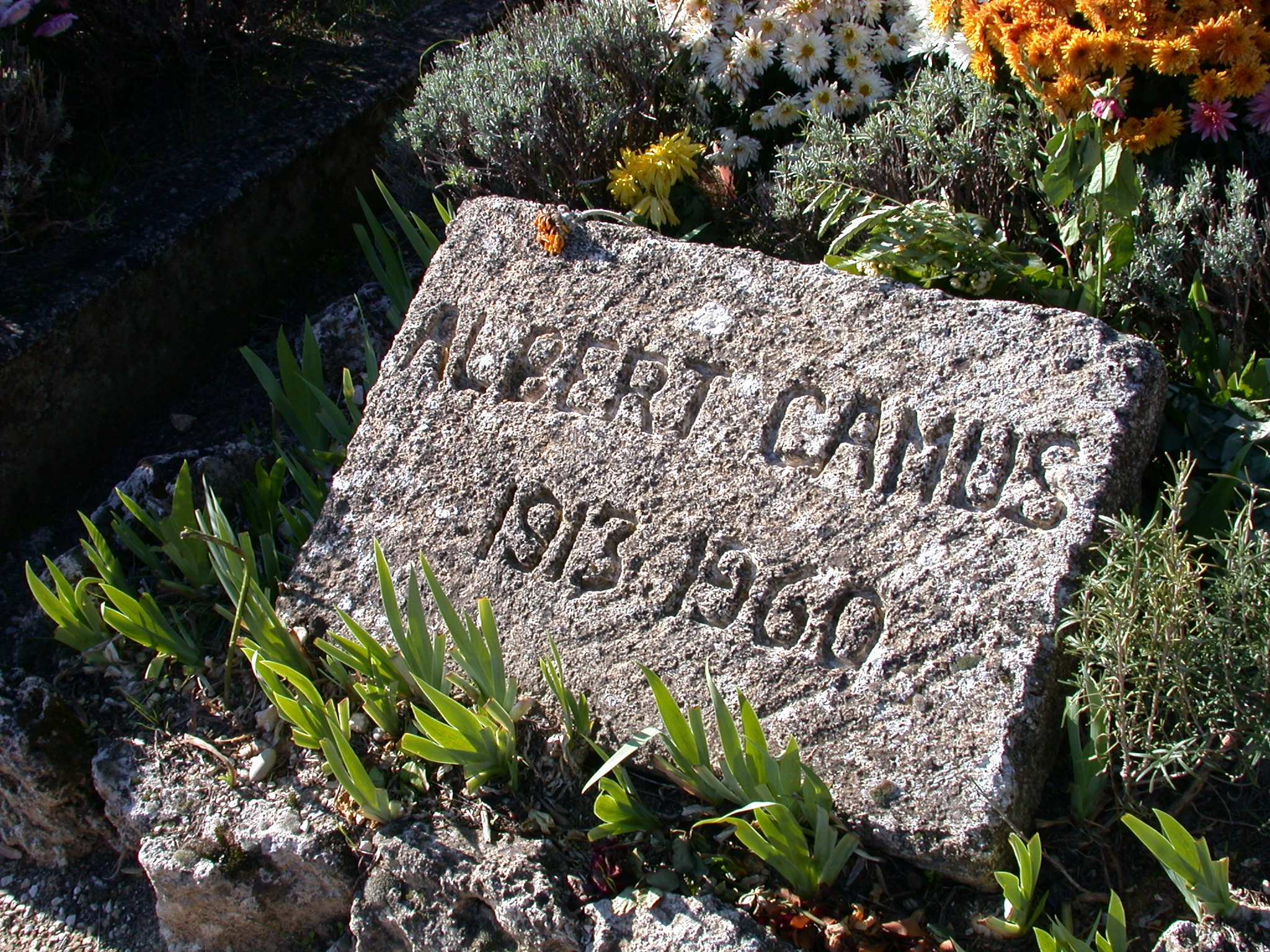
Надгробок Камю у місті Лурмарен

У 1950-х роках А. Камю пережив світоглядну і творчу кризу, що призвело до зниження його творчої активності. Письменник чимдалі частіше не знаходив відповіді на складні проблеми, які ставило перед ним суспільне життя. Загострилися суперечності, притаманні його світогляду й суспільно-політичній позиції, що знайшло вираження у трактаті «Бунтівна людина» (1951, вперше надрукований в журналі «Лібертер»). Відкриваючи вади буржуазного суспільства Франції та Заходу, Альберт Камю не приймав і соціалізм Східної Європи у його сталінському варіанті. Книга «Бунтівна людина» значною мірою була реакцією на злочини сталінізму, на сталінські масові репресії та терор. На великому історичному матеріалі Альбер Камю дійшов висновку про неминучість переродження революції у тиранію, перетворення колишніх борців проти гноблення на значно жорстокіших гнобителів. На думку автора, це універсальний і фатальний закон історії, її абсурд. Протистояти йому може тільки постійне бунтарство, опозиція влади, яка є неминучим насильством і несправедливістю. У 1957 році Альбер Камю одержав Нобелівську премію за свою літературну творчість. 

### Смерть
4 січня 1960 року письменник потрапив у автомобільну катастрофу біля міста Санс. За офіційною версією автомобіль, у якому Альбер Камю разом з родиною свого друга Мішеля Галлімара, небожа видавця Гастона Галлімара, повертався з Провансу до Парижа, вилетів з дороги і врізався в платан неподалік від містечка Вільблевен за сто кілометрів від Парижа. Камю загинув миттєво. Галлімар, який був за кермом, помер у лікарні через два дні, його дружина і дочка вижили. Серед особистих речей письменника було знайдено рукопис незакінченого роману «Перша людина» та невикористаний залізничний квиток.
Альбер Камю похований в місті Лурмарен в районі Люберон на півдні Франції.
2011 року італійський письменник Джованні Кателлі через газету «Corriere della Sera» оприлюднив версію покійного чеського письменника і перекладача Яна Забрани, який у своєму щоденнику «Моє життя» з посиланням на добре поінформовану людину зі зв'язками в СРСР писав про те, що автокатастрофа була підлаштована радянськими спецслужбами як помста письменникові за осуд радянського вторгнення в Угорщину (стаття Альбера Камю «Кадар і його день страху»). 2013 року Кателлі опублікував книгу «Камю повинен померти», а восени 2019 року — її розширене видання «Смерть Камю».

## Твори
- «Слід і лице» (L'envers et l'endroit) (есе) (1937)
- «Сторонній» (L'Étranger) (повість) (1942)
- «Міф про Сізіфа» (Le Mythe de Sisyphe) (есе) (1942)
- «Чума» (La Peste) (роман) (1947)
- «Каліґула» (Caligula) п'єса (1944) *
- «Листи до німецького друга» (Lettres à un ami allmand) (есе) (1944)
- «Справедливі» (Les justes) (1950)
- «Бунтівна людина» (L'Homme révolté) (роман) (1951)
- «Падіння» [Архівовано 22 березня 2022 у Wayback Machine.] (La Chute) (1956)
- «Вигнання і царство» (Exil et le royaume) (есе) (1957)
- «Перша людина» (Le premier homme) (роман) (1954 — посмертно)

## Українські переклади

- Вибрані твори. Іл. худ. В. К. Александрова. Київ, Видавництво художньої літератури «Дніпро», 1991. — 655 с. (Серія «Зарубіжна проза ХХ століття»). ISBN 5-308-00908-2
  - Трагічний гуманізм Альбера Камю. Передмова Д. Наливайка
  - Сторонній. Повість. Переклад А. Перепаді
  - Чума. Роман. Переклад А. Перепаді
  - Падіння. Повість. Переклад А. Перепаді
  - Оповідання та есе
    - З книги «Вигнання і царство»
      - Зрадлива жінка. Переклад М. Тютюника
      - Відступник, або Сум'яття в душі. Переклад А. Перепаді
      - Гість. Переклад А. Перепаді
      - Йона, або Художник за роботою. Переклад М. Тютюнника
      - Обітний камінь. Переклад А. Перепаді

    - З книги «Шлюби»
      - Літо в Алжірі Переклад О. Чернія

    - З книги «Літо»
      - Прометей у пеклі. Переклад О. Жупанського

  - Театр

    - Калігула. Переклад П. Таращука
- Калігула. Переклад П. Таращука // Французька п'єса XX століття. Театральний авангард. / Упор. О. Буценко; Передм. В. Скуратівського. Київ, «Основи», 1993. — 511 с. ISBN 5-7715-0394-0

- Вибрані твори у трьох томах.
  - Том 1. Проза. Упоряд. О. Жупанський; Худож. О. Пустоварова, М. Квітка. Харків, Фоліо, 1996. — 446 с. ISBN 996-03-0059-X
    - Сторонній. Повість. Переклад А. Перепаді
    - Чума. Роман. Переклад А. Перепаді
    - Падіння. Повість. Переклад А. Перепаді
    - Вигнання і царство
      - Зрадлива жінка. Переклад М. Тютюнника
      - Відступник, або Збентежений дух. Переклад А. Перепаді
      - Гість. Переклад А. Перепаді
      - Йона, або Художник за роботою. Переклад М. Тютюнника
      - Обітний камінь. Переклад А. Перепаді
      - Німі. Переклад О. Мокровольського

  - Том 2. Театр. Упоряд. О. Жупанський; Худож. О. Пустоварова, М. Квітка. Харків, Фоліо, 1996. — 448 с. ISBN 966-03-0060-3
    - П'єси
      - Калігула. Переклад П. Таращука
      - Непорозуміння. Переклад П. Таращука
      - Стан облоги. Переклад О. Жупанського
      - Справедливі. Переклад О. Соловей
      - Заколот в Астурії. Переклад А. Перепаді
      - Реквієм по черниці (за В. Фолкнером). Переклад Л. Маєвської
      - Бісовиння (за Ф. Достоєвським). Переклад В. Лаптійчука

    - Статті
      - Чому я клопочуся театром. Переклад Р. Осадчука
      - Копо — єдиний майстер. Переклад Р. Осадчука

  - Том 3. Есе. Упоряд. О. Жупанський; Худож. О. Пустоварова, М. Квітка. Харків, Фоліо, 1997. — 623 с. ISBN 966-03-0061-1
    - Спід і лице. Переклад Р. Осадчука
    - Шлюби
      - Весілля в Тіпасі. Переклад О. Жупанського
      - Вітер в Джемілі. Переклад О. Жупанського
      - Літо в Алжирі. Переклад О. Чернія
      - Пустеля. Переклад А. Перепаді

    - Міф про Сізіфа. Переклад О. Жупанського
    - Листи до німецького друга. Переклад Р. Осадчука
    - Бунтівна людина. Переклад О. Жупанського
    - Творчість і свобода. Переклад О. Жупанського
    - Літо
      - Мінотавр, або Стоянка в Орані. Переклад А. Перепаді
      - Мигдаль-дерево. Переклад О. Соловей
      - Прометей у пеклі. Переклад О. Жупанського
      - Короткий путівник по містах без минулого. Переклад А. Перепаді
      - Гелена на засланні. Переклад О. Соловей
      - Тайна. Переклад А. Перепаді
      - Повернення до Тіпаси. Переклад Я. Собко
      - Море зовсім зблизька. Переклад А. Перепаді

    - Роздуми над гільйотиною. Переклад О. Пограничного
    - Шведські бесіди. Промова від 10 грудня 1957 р. Переклад Віктора Шовкуна
    - Критичні есе
      - Зустріч з Андре Жідом. Переклад Л. Кононовича
      - Мистець за ґратами. Переклад Л. Кононовича
      - Роже Мартен дю Гар. Переклад О. Жупанського
      - Рене Шар. Переклад О. Жупанського

    - Д. Наливайко. Інтелектуальна проза Альбера Камю
- Щаслива смерть. Перша людина. Київ, «Юніверс», 2005. — 416 с. (Серія «Лауреати Нобелівської премії»). ISBN 966-8118-30-8
  - Щаслива смерть. Роман. Переклад Григорія Філіпчука
  - Перша людина. Роман. Переклад Олега Жупанського
  - Шведські бесіди. Промова від 10 грудня 1957 р. Переклад Віктора Шовкуна

### Інші видання
- Альберт Камю. Чума. Переклад з фр.: Віктор Євменов. Харків: Фоліо, 2020. 288 стор. ISBN 978-966-03-9169-7[17]
- Альберт Камю. Перша людина. Переклад з фр.: О. Жупанський. Харків: Фоліо, 2021. 256 стор. ISBN 978-966-03-9412-4[18]
- Альберт Камю. Щоденники. Переклад з фр.: О. Жупанський. Харків: Фоліо, 2021. 544 стор. ISBN 978-966-03-9136-9[19]
- Альберт Камю. Міф про Сізіфа. Бунтівна людина. Переклад з фр.: О. Жупанський. Харків: Фоліо, 2022. 448 стор. ISBN 978-966-03-9968-6[20]
- Альберт Камю. Спід і лице. Шлюбний бенкет. Літо. Переклад з фр.: О. Жупанський, Р. Осадчук, Євген Марічев. Харків: Фоліо, 2022. 160 стор. ISBN 978-966-03-9965-5[21]

## Галерея

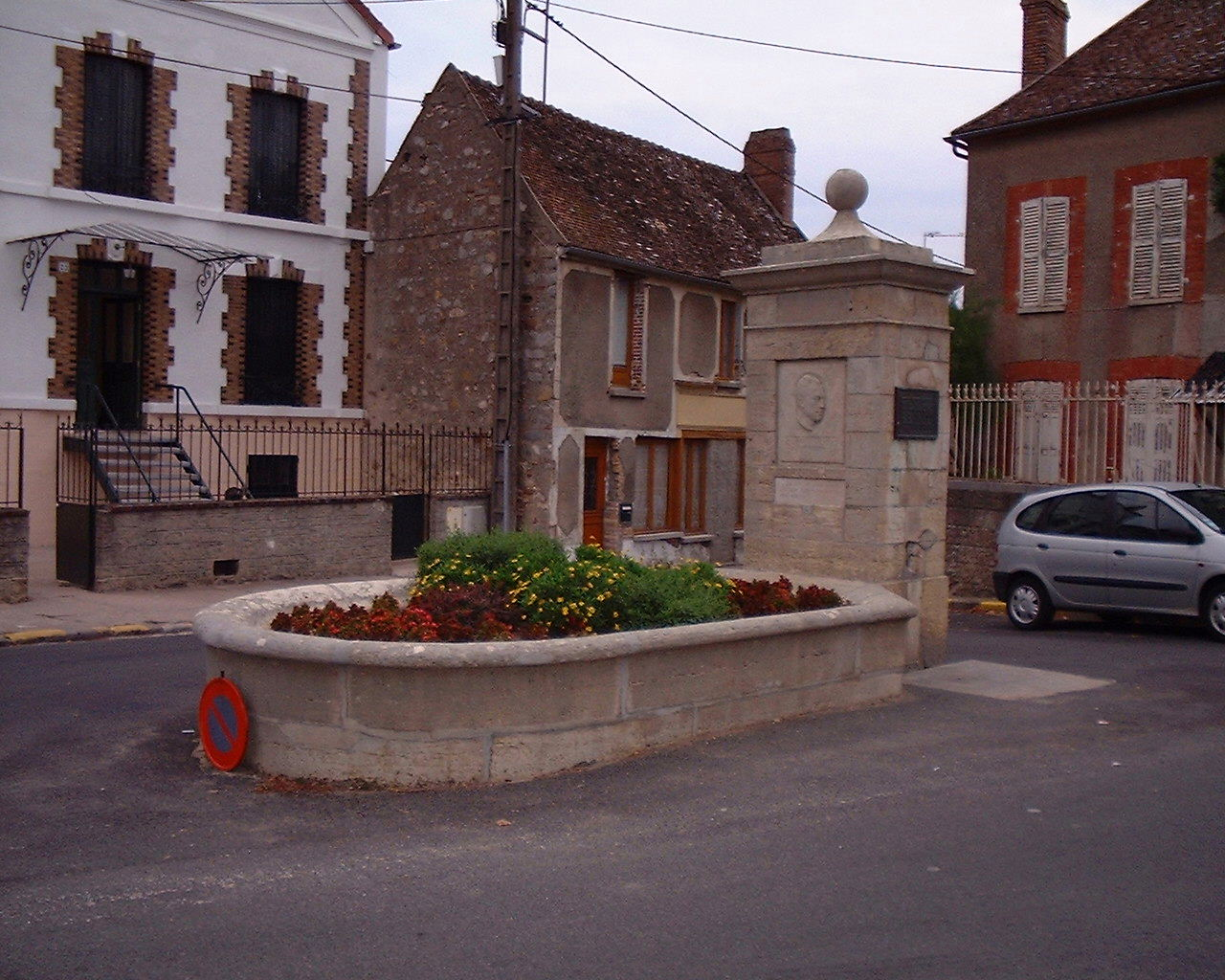
Пам'ятник у містечку Вілльблевен, поблизу якого Камю загинув у автокатастрофі
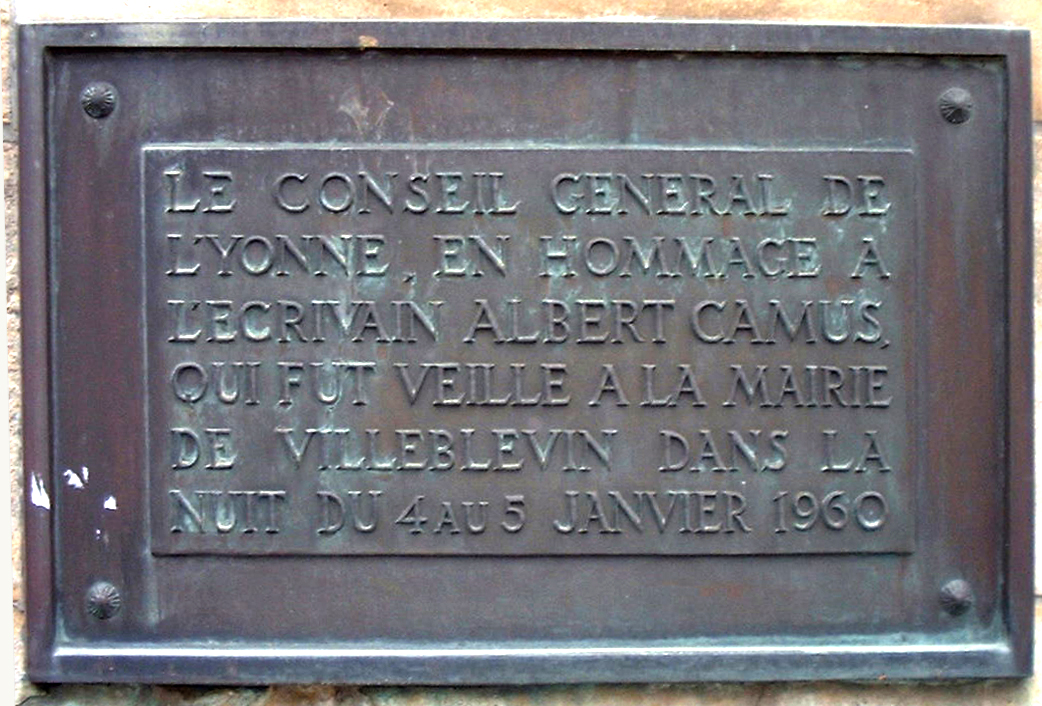
Бронзова дошка на пам'ятнику у Вілльблевені
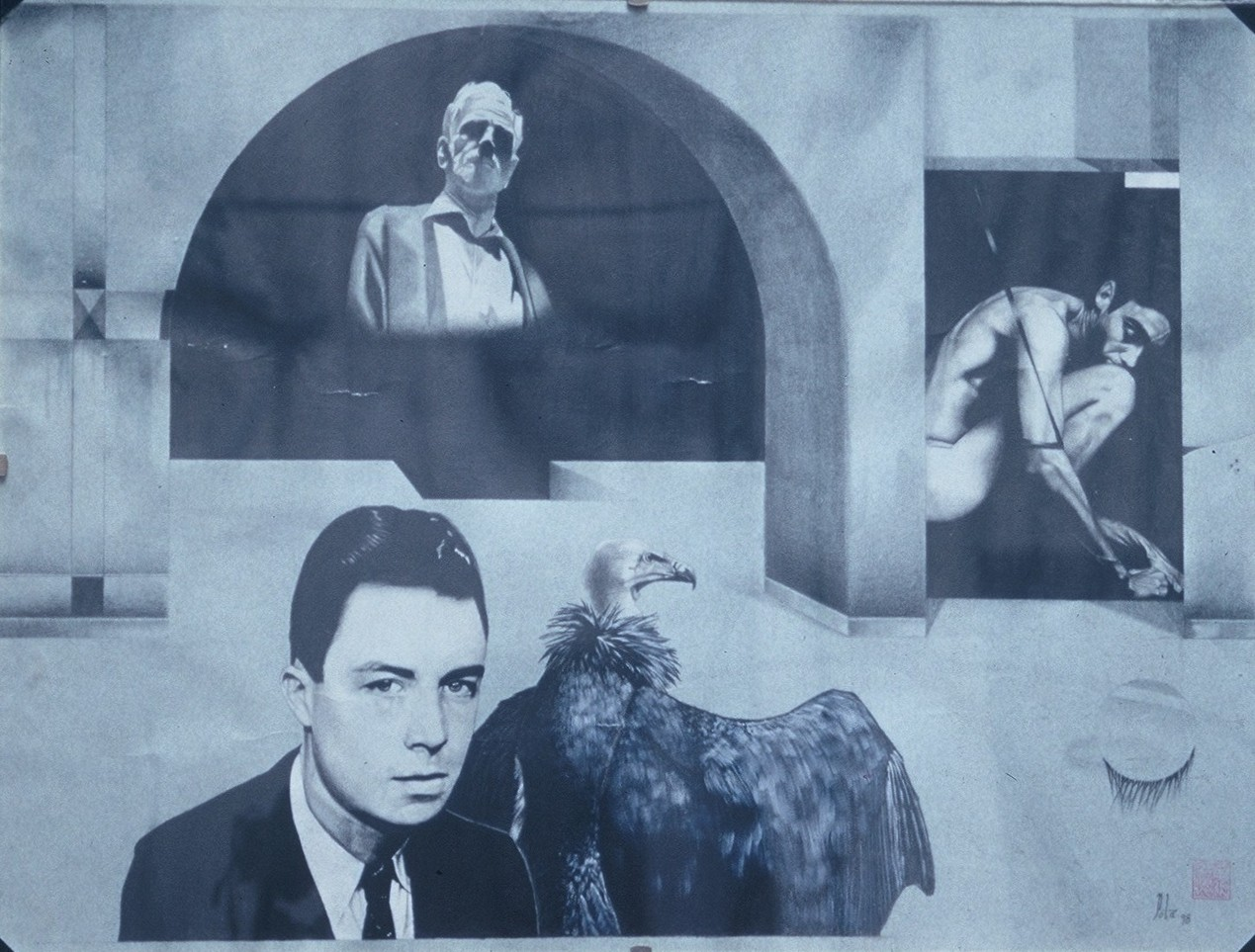
Альбер Камю. Малюнок, зроблений мексиканським художником Едуардо Пола у 1998 році
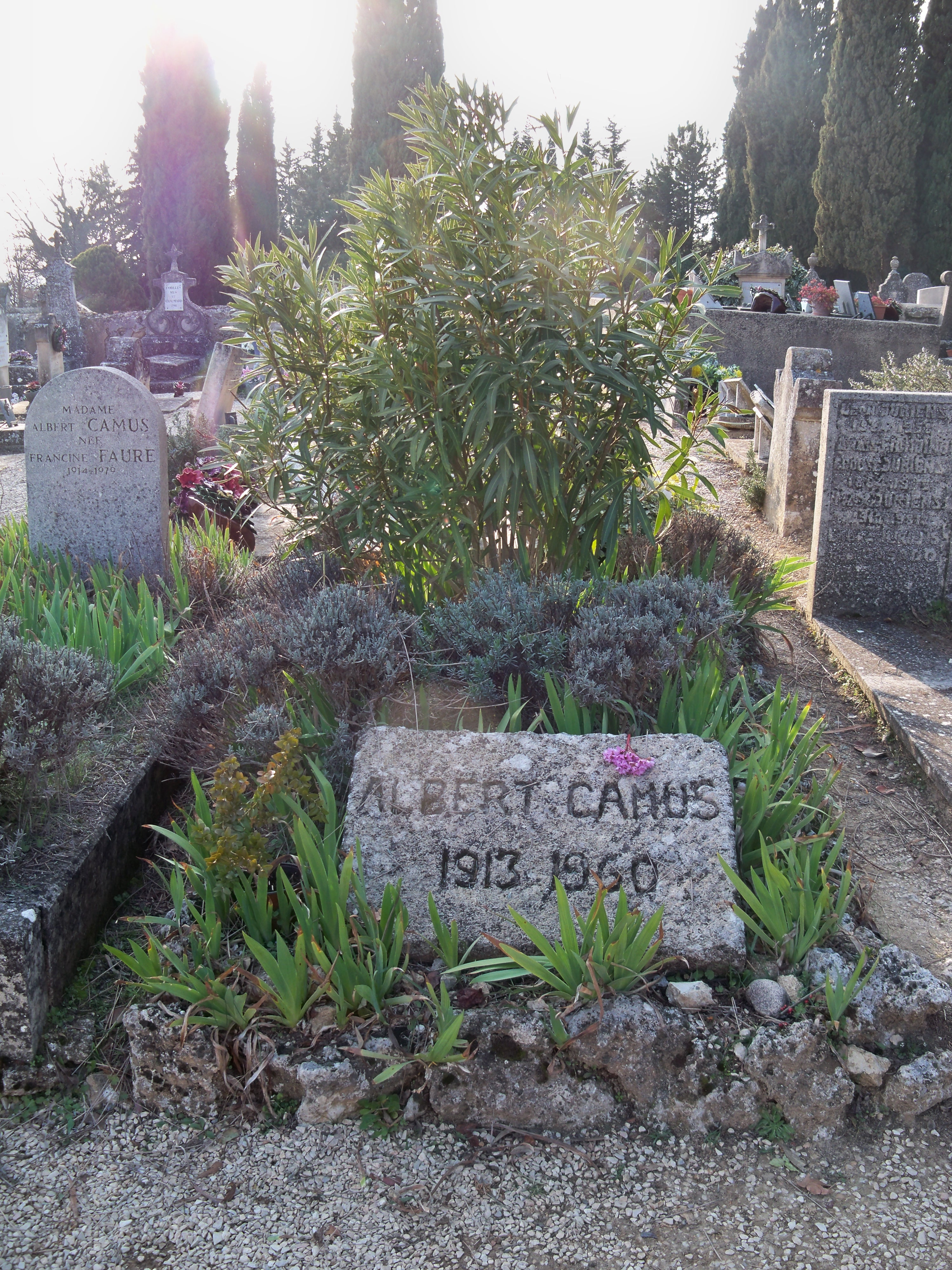
Могила Альбера Камю в місті Лурмарен в районі Люберон на півдні Франції